# Подлокањ
Подлокањ (мађ. Podolkány) је насеље у Србији у општини Нови Кнежевац у Севернобанатском округу. Према попису из 2022. било је 97 становника.

## Положај
Насеље је удаљено шест километара од Банатског Аранђелова, са којим је повезано асфалтним путем. Подлокањ је насељен на једној нешто вишој греди.

## Историја
Подлокањ је добровољачка колонија основана у Банату након Првог светског рата. Сам назив је старији и среће се са истоименим селом 1854. године, у срезу Турска Кањижа.
У месту је у међуратном периоду основана школа, чија је зграда подигнута трошком државе 1929. године. Године 1932. године ступили су ту на рад супружници учитељи - Коледин Милета и Јелена из Банатског Аранђелова. Познати учитељски кадар чинили су: Милена Црквењаков (1929), Барачки Богољуб и Милка (1935) и други.
По подацима проте Милоша Поповића из Зрењанина, Подлокањ је крајем 20. века насеље без православне цркве. Постоји црквена општина али без парохије, коју чини 87 домова са 261 душом. Православни верници припадају парохијском храму у Банатском Аранђелову.

## Село уметничко дело
Миливој Бата Клепић је у напуштеном Дому културе основао уметничку галерију у којој се чува око 130 икона наших најпознатијих самоуких сликара. У дворишту музеја налазе се скулптуре савремених вајара, а у селу је сазидао двадесетак уметничких ћуприја.

## Демографија
У насељу Подлокањ живи 173 пунолетна становника, а просечна старост становништва износи 44,0 година (40,4 код мушкараца и 47,1 код жена). У насељу има 84 домаћинства, а просечан број чланова по домаћинству је 2,58.
Ово насеље је великим делом насељено Србима (према попису из 2002. године).
|  |

| Демографија | Демографија | Демографија |
| Година      | Становника  | Становника  |
| ----------- | ----------- | ----------- |
| 1948.       | 502         |             |
| 1953.       | 501         |             |
| 1961.       | 457         |             |
| 1971.       | 331         |             |
| 1981.       | 274         |             |
| 1991.       | 172         | 172         |
| 2002.       | 217         | 218         |
| 2011.       | 144         |             |
| 2022.       | 97          |             |

| Етнички састав према попису из 2002.‍ | Етнички састав према попису из 2002.‍ | Етнички састав према попису из 2002.‍ | Етнички састав према попису из 2002.‍ | Етнички састав према попису из 2002.‍ |
| ------------------------------------ | ------------------------------------ | ------------------------------------ | ------------------------------------ | ------------------------------------ |
|                                      |                                      |                                      |                                      |                                      |
| Срби                                 | Срби                                 |                                      | 211                                  | 97,23%                               |
| Југословени                          | Југословени                          |                                      | 5                                    | 2,30%                                |
| Мађари                               | Мађари                               |                                      | 1                                    | 0,46%                                |
| непознато                            | непознато                            |                                      | 0                                    | 0,0%                                 |

| Година пописа     | 1948. | 1953. | 1961. | 1971. | 1981. | 1991. | 2002. |
| ----------------- | ----- | ----- | ----- | ----- | ----- | ----- | ----- |
| Број домаћинстава | 92    | 107   | 114   | 93    | 86    | 72    | 84    |

| Број чланова      | 1  | 2  | 3  | 4  | 5 | 6 | 7 | 8 | 9 | 10 и више | Просек |
| ----------------- | -- | -- | -- | -- | - | - | - | - | - | --------- | ------ |
| Број домаћинстава | 27 | 20 | 10 | 19 | 5 | 2 | 1 | 0 | 0 | 0         | 2,58   |

| Пол    | Укупно | Неожењен/Неудата | Ожењен/Удата | Удовац/Удовица | Разведен/Разведена | Непознато |
| ------ | ------ | ---------------- | ------------ | -------------- | ------------------ | --------- |
| Мушки  | 81     | 29               | 47           | 4              | 1                  | 0         |
| Женски | 101    | 18               | 49           | 33             | 0                  | 1         |
| УКУПНО | 182    | 47               | 96           | 37             | 1                  | 1         |

| Пол    | Укупно                    | Пољопривреда, лов и шумарство | Рибарство                            | Вађење руде и камена | Прерађивачка индустрија       |
| ------ | ------------------------- | ----------------------------- | ------------------------------------ | -------------------- | ----------------------------- |
| Мушки  | 49                        | 35                            | 0                                    | 0                    | 5                             |
| Женски | 40                        | 31                            | 0                                    | 0                    | 2                             |
| УКУПНО | 89                        | 66                            | 0                                    | 0                    | 7                             |
| Пол    | Производња и снабдевање   | Грађевинарство                | Трговина                             | Хотели и ресторани   | Саобраћај, складиштење и везе |
| Мушки  | 1                         | 4                             | 1                                    | 1                    | 1                             |
| Женски | 0                         | 0                             | 1                                    | 0                    | 0                             |
| УКУПНО | 1                         | 4                             | 2                                    | 1                    | 1                             |
| Пол    | Финансијско посредовање   | Некретнине                    | Државна управа и одбрана             | Образовање           | Здравствени и социјални рад   |
| Мушки  | 0                         | 0                             | 0                                    | 0                    | 1                             |
| Женски | 0                         | 0                             | 1                                    | 1                    | 4                             |
| УКУПНО | 0                         | 0                             | 1                                    | 1                    | 5                             |
| Пол    | Остале услужне активности | Приватна домаћинства          | Екстериторијалне организације и тела | Непознато            | Непознато                     |
| Мушки  | 0                         | 0                             | 0                                    | 0                    | 0                             |
| Женски | 0                         | 0                             | 0                                    | 0                    | 0                             |
| УКУПНО | 0                         | 0                             | 0                                    | 0                    | 0                             |

## Галерија
- Двориште музеја
- Скулптура у дворишту музеја
- Једна од уметничких ћуприја
- Ћуприје Бате Клепића
- Зграда у центру села
- Спомен плоча страдалима у НОБ-у